# Internazionali BNL d'Italia 2022
Internazionali BNL d'Italia 2022 (còn được biết đến với Rome Masters hoặc Giải quần vợt Ý Mở rộng) là một giải quần vợt chuyên nghiệp thi đấu trên mặt sân đất nện ngoài trời tại Foro Italico ở Rome, Ý. Đây là lần thứ 79 giải đấu được tổ chức và là một phần của ATP Tour Masters 1000 trong ATP Tour 2022 và WTA 1000 trong WTA Tour 2022.

## Điểm và tiền thưởng

### Phân phối điểm
| Sự kiện | VĐ   | CK  | BK  | TK  | Vòng 1/16 | Vòng 1/32 | Vòng 1/64 | Q  | Q2 | Q1 |
| Đơn nam | 1000 | 600 | 360 | 180 | 90        | 45        | 10        | 25 | 16 | 0  |
| Đôi nam | 1000 | 600 | 360 | 180 | 90        | 0         | —         | —  | —  | —  |
| Đơn nữ  | 900  | 585 | 350 | 190 | 105       | 60        | 1         | 30 | 20 | 1  |
| Đôi nữ  | 900  | 585 | 350 | 190 | 105       | 1         | —         | —  | —  | —  |

### Tiền thưởng
| Sự kiện | VĐ       | CK       | BK       | TK       | Vòng 1/16 | Vòng 1/32 | Vòng 1/64 | Q2      | Q1     |
| Đơn nam | €836,355 | €456,720 | €249,740 | €136,225 | €72,865   | €39,070   | €21,650   | €11,090 | €5,810 |
| Đơn nữ  | €332,260 | €195,813 | €100,806 | €46,322  | €23,170   | €13,176   | €9,456    | €5,548  | €2,888 |
| Đôi nam | €252,980 | €135,180 | €72,800  | €40,570  | €21,830   | €11,580   | —         | —       | —      |
| Đôi nữ  | €97,016  | €54,540  | €29,984  | €15,120  | €8,564    | €5,742    | —         | —       | —      |

## Nội dung đơn ATP

### Hạt giống
Dưới đây là những tay vợt được xếp loại hạt giống. Hạt giống dựa trên bảng xếp hạng ATP vào ngày 2 tháng 5 năm 2022. Xếp hạng và điểm trước vào ngày 9 tháng 5 năm 2022.
| Hạt giống | Xếp hạng | Tay vợt               | Điểm trước | Điểm bảo vệ (hoặc kết quả tốt nhất lần 19)† | Điểm thắng | Điểm sau | Thực trạng                                |
| --------- | -------- | --------------------- | ---------- | ------------------------------------------- | ---------- | -------- | ----------------------------------------- |
| 1         | 1        | Novak Djokovic        | 8,260      | 600                                         | 1,000      | 8,660    | Vô địch, đánh bại Stefanos Tsitsipas [4]  |
| 2         | 3        | Alexander Zverev      | 7,020      | 180                                         | 360        | 7,200    | Bán kết thua trước Stefanos Tsitsipas [4] |
| 3         | 4        | Rafael Nadal          | 6,435      | 1,000                                       | 90         | 5,525    | Vòng 3 thua trước Denis Shapovalov [13]   |
| 4         | 5        | Stefanos Tsitsipas    | 5,750      | 180                                         | 600        | 6,170    | Á quân, thua trước Novak Djokovic [1]     |
| 5         | 10       | Casper Ruud           | 3,760      | 180                                         | 360        | 3,940    | Bán kết thua trước Novak Djokovic [1]     |
| 6         | 7        | Andrey Rublev         | 4,115      | 180                                         | 10         | 3,945    | Vòng 2 thua trước Filip Krajinović        |
| 7         | 6        | Carlos Alcaraz        | 4,773      | (3)                                         | 0          | 4,770    | Rút lui do chấn thương cổ chân            |
| 8         | 9        | Félix Auger-Aliassime | 3,760      | 90                                          | 180        | 3,850    | Tứ kết thua trước Novak Djokovic [1]      |
| 9         | 11       | Cameron Norrie        | 3,380      | 70                                          | 45         | 3,355    | Vòng 2 thua trước Marin Čilić             |
| 10        | 13       | Jannik Sinner         | 3,060      | 45                                          | 180        | 3,195    | Tứ kết thua trước Stefanos Tsitsipas [4]  |
| 11        | 12       | Hubert Hurkacz        | 3,130      | 45                                          | 10         | 3,095    | Vòng 1 thua trước David Goffin            |
| 12        | 15       | Diego Schwartzman     | 2,760      | 300                                         | 45         | 2,505    | Vòng 2 thua trước Marcos Giron [LL]       |
| 13        | 16       | Denis Shapovalov      | 2,671      | 180                                         | 180        | 2,671    | Tứ kết thua trước Casper Ruud [5]         |
| 14        | 17       | Reilly Opelka         | 2,440      | 360                                         | 10         | 2,090    | Vòng 1 thua trước Stan Wawrinka [PR]      |
| 15        | 18       | Pablo Carreño Busta   | 2,135      | 45                                          | 45         | 2,135    | Vòng 2 thua trước Karen Khachanov         |
| 16        | 19       | Roberto Bautista Agut | 1,993      | 90                                          | 0          | 1,903    | Rút lui do chấn thương cổ tay phải        |

† Cột này hiển thị (a) điểm cao hơn điểm của tay vợt từ giải đấu năm 2021 hoặc 50% số điểm từ giải đấu năm 2020, hoặc (b) điểm tốt nhất của lần 19 (hiển thị trong ngoặc đơn). Chỉ điểm xếp hạng tính đến thứ hạng của tay vợt vào ngày 9 tháng 5 năm 2022, được hiển thị trong cột.

#### Tay vợt rút lui khỏi giải đấu
Dưới đây là những tay vợt được xếp loại hạt giống, nhưng rút lui trước khi giải đấu bắt đầu.
| Xếp hạng | Tay vợt           | Điểm trước | Điểm bảo vệ | Điểm sau | Lý do rút lui                |
| -------- | ----------------- | ---------- | ----------- | -------- | ---------------------------- |
| 2        | Daniil Medvedev   | 7,990      | 10          | 7,980    | Phẫu thuật thoát vị đĩa điệm |
| 8        | Matteo Berrettini | 3,895      | 90          | 3,805    | Chấn thương tay phải         |
| 14       | Taylor Fritz      | 2,965      | 45          | 2,920    | Chấn thương chân trái        |

### Vận động viên khác
Đặc cách:
- Matteo Arnaldi
- Flavio Cobolli
- Luca Nardi
- Francesco Passaro

Bảo toàn thứ hạng:
- Borna Ćorić
- Dominic Thiem
- Stan Wawrinka

Vượt qua vòng loại:
- Sebastián Báez
- Laslo Đere
- Brandon Nakashima
- Giulio Zeppieri
- Francisco Cerúndolo
- Dušan Lajović
- Tallon Griekspoor

Thua cuộc may mắn:
- Marcos Giron
- Emil Ruusuvuori

### Rút lui
- Carlos Alcaraz → thay thế bởi  Emil Ruusuvuori
- Roberto Bautista Agut → thay thế bởi  Marcos Giron
- Matteo Berrettini → thay thế bởi  Sebastian Korda
- Taylor Fritz → thay thế bởi  Pedro Martínez
- Daniil Medvedev → thay thế bởi  Ilya Ivashka
- Gaël Monfils → thay thế bởi  Alejandro Davidovich Fokina

## Nội dung đôi ATP

### Hạt giống
| Quốc gia | Tay vợt              | Quốc gia | Tay vợt          | Xếp hạng1 | Hạt giống |
| -------- | -------------------- | -------- | ---------------- | --------- | --------- |
| USA      | Rajeev Ram           | GBR      | Joe Salisbury    | 3         | 1         |
| ESP      | Marcel Granollers    | ARG      | Horacio Zeballos | 9         | 2         |
| CRO      | Nikola Mektić        | CRO      | Mate Pavić       | 9         | 3         |
| AUS      | John Peers           | SVK      | Filip Polášek    | 25        | 4         |
| COL      | Juan Sebastián Cabal | COL      | Robert Farah     | 26        | 5         |
| GBR      | Jamie Murray         | NZL      | Michael Venus    | 27        | 6         |
| NED      | Wesley Koolhof       | GBR      | Neal Skupski     | 33        | 7         |
| GER      | Kevin Krawietz       | GER      | Andreas Mies     | 38        | 8         |

- Bảng xếp hạng vào ngày 2 tháng 5 năm 2022.

### Vận động viên khác
Đặc cách:
- Matteo Arnaldi /  Francesco Passaro
- Flavio Cobolli /  Francesco Forti
- Luca Nardi /  Lorenzo Sonego

Thay thế:
- Lloyd Glasspool /  Harri Heliövaara
- Julio Peralta /  Franko Škugor

### Rút lui
Trước giải đấu
- Marin Čilić /  Ivan Dodig → thay thế bởi  Ivan Dodig /  Austin Krajicek
- Taylor Fritz /  Reilly Opelka → thay thế bởi  Reilly Opelka /  Tommy Paul
- Marcel Granollers /  Horacio Zeballos → thay thế bởi  Julio Peralta /  Franko Škugor
- Karen Khachanov /  Andrey Rublev → thay thế bởi  Lloyd Glasspool /  Harri Heliövaara
- Marcelo Melo /  Alexander Zverev → thay thế bởi  Aslan Karatsev /  Marcelo Melo

## Nội dung đơn WTA

### Hạt giống
Dưới đây là những tay vợt được xếp loại hạt giống. Hạt giống dựa trên bảng xếp hạng WTA vo ngày 25 tháng 4 năm 2022. Xếp hạng và điểm trước vào ngày 9 tháng 5 năm 2022.
| Hạt giống | Xếp hạng | Tay vợt                  | Điểm trước | Điểm bảo vệ (hoặc kết quả tốt nhất lần 16)† | Điểm thắng (hoặc kết quả tốt nhất lần 17) | Điểm sau | Thực trạng                                 |
| --------- | -------- | ------------------------ | ---------- | ------------------------------------------- | ----------------------------------------- | -------- | ------------------------------------------ |
| 1         | 1        | Iga Świątek              | 7,061      | 900                                         | 900                                       | 7,061    | Vô địch, đánh bại Ons Jabeur [9]           |
| 2         | 3        | Paula Badosa             | 4,720      | (55)                                        | 105                                       | 4,770    | Vòng 3 thua trước Daria Kasatkina          |
| 3         | 8        | Aryna Sabalenka          | 3,721      | 105                                         | 350                                       | 3,966    | Bán kết thua trước Iga Świątek [1]         |
| 4         | 4        | Maria Sakkari            | 4,596      | 60                                          | 190                                       | 4,726    | Tứ kết thua trước Ons Jabeur [9]           |
| 5         | 5        | Anett Kontaveit          | 4,446      | (1)†                                        | 1                                         | 4,446    | Vòng 2 thua trước Petra Martić [Q]         |
| 6         | 6        | Karolína Plíšková        | 4,152      | 585                                         | 1                                         | 3,568    | Vòng 2 thua trước Jil Teichmann            |
| 7         | 9        | Danielle Collins         | 3,211      | (1)†                                        | 105                                       | 3,315    | Vòng 3 thua trước Amanda Anisimova         |
| 8         | 10       | Garbiñe Muguruza         | 3,135      | 105                                         | 1                                         | 3,031    | Vòng 2 thua trước Yulia Putintseva [Q]     |
| 9         | 7        | Ons Jabeur               | 3,895      | (100)                                       | 585                                       | 4,380    | Á quân, thua trước Iga Świątek [1]         |
| 10        | 12       | Emma Raducanu            | 2,914      | (5)                                         | 1                                         | 2,910    | Vòng 1 bỏ cuộc trước Bianca Andreescu [PR] |
| 11        | 13       | Jeļena Ostapenko         | 2,725      | 190                                         | 1                                         | 2,536    | Vòng 1 thua trước Lauren Davis [Q]         |
| 12        | 14       | Belinda Bencic           | 2,466      | 1                                           | 60                                        | 2,525    | Vòng 2 thua trước Amanda Anisimova         |
| 13        | 11       | Jessica Pegula           | 3,040      | 190                                         | 105                                       | 2,955    | Vòng 3 thua trước Aryna Sabalenka [3]      |
| 14        | 20       | Anastasia Pavlyuchenkova | 2,092      | 0                                           | 1                                         | 2,093    | Vòng 1 thua trước Leylah Fernandez         |
| 15        | 15       | Coco Gauff               | 2,410      | 350                                         | 105                                       | 2,165    | Vòng 3 thua trước Maria Sakkari [4]        |
| 16        | 16       | Victoria Azarenka        | 2,336      | (1)                                         | 105                                       | 2,440    | Vòng 3 thua trước Iga Świątek [1]          |

† Điểm từ một giải đấu WTA 1000 không Mandatory phải được tính vào xếp hạng của tay vợt.

#### Tay vợt rút lui khỏi giải đấu
Dưới đây là những tay vợt được xếp loại hạt giống, nhưng rút lui trước khi giải đấu bắt đầu.
| Xếp hạng | Tay vợt            | Điểm trước | Điểm bảo vệ | Điểm thêm | Điểm sau | Lý do rút lui         |
| -------- | ------------------ | ---------- | ----------- | --------- | -------- | --------------------- |
| 2        | Barbora Krejčíková | 5,011      | 105         | 5         | 4,911    | Chấn thương khuỷu tay |

### Vận động viên khác
Đặc cách:
- Lucia Bronzetti
- Elisabetta Cocciaretto
- Martina Trevisan

Bảo toàn thứ hạng:
- Bianca Andreescu
- Karolína Muchová

Vượt qua vòng loại:
- Yulia Putintseva
- Tereza Martincová
- Aliaksandra Sasnovich
- Kaja Juvan
- Elina Avanesyan
- Lauren Davis
- Petra Martić
- Marta Kostyuk

Thua cuộc may mắn:
- Nuria Párrizas Díaz
- Madison Brengle
- Elena-Gabriela Ruse

### Rút lui
- Barbora Krejčíková → thay thế bởi  Sloane Stephens
- Petra Kvitová → thay thế bởi  Ajla Tomljanović
- Elise Mertens → thay thế bởi  Camila Osorio
- Naomi Osaka → thay thế bởi  Nuria Párrizas Díaz
- Alison Riske → thay thế bởi  Elena-Gabriela Ruse
- Elina Svitolina → thay thế bởi  Zhang Shuai
- Clara Tauson → thay thế bởi  Madison Brengle
- Markéta Vondroušová → thay thế bởi  Shelby Rogers

## Nội dung đôi WTA

### Hạt giống
| Quốc gia | Tay vợt            | Quốc gia | Tay vợt        | Xếp hạng1 | Hạt giống |
| -------- | ------------------ | -------- | -------------- | --------- | --------- |
| AUS      | Storm Sanders      | CHN      | Zhang Shuai    | 22        | 1         |
| CAN      | Gabriela Dabrowski | MEX      | Giuliana Olmos | 29        | 2         |
| USA      | Desirae Krawczyk   | NED      | Demi Schuurs   | 33        | 3         |
| CHI      | Alexa Guarachi     | SLO      | Andreja Klepač | 35        | 4         |
| USA      | Coco Gauff         | USA      | Jessica Pegula | 41        | 5         |
| CZE      | Lucie Hradecká     | IND      | Sania Mirza    | 50        | 6         |
| CHN      | Xu Yifan           | CHN      | Yang Zhaoxuan  | 59        | 7         |
| JPN      | Shuko Aoyama       | TPE      | Chan Hao-ching | 61        | 8         |

- Bảng xếp hạng vào ngày 25 tháng 4 năm 2022.

### Vận động viên khác
Đặc cách:
- Claudia Giovine /  Anastasia Grymalska
- Jasmine Paolini /  Martina Trevisan

Bảo toàn thứ hạng:
- Kaitlyn Christian /  Han Xinyun

Thay thế:
- Madison Brengle /  Arina Rodionova

### Rút lui
Trước giải đấu
- Irina-Camelia Begu /  Shelby Rogers → thay thế bởi  Nadiia Kichenok /  Shelby Rogers
- Lyudmyla Kichenok /  Jeļena Ostapenko → thay thế bởi  Ekaterina Alexandrova /  Anna Danilina
- Nadiia Kichenok /  Raluca Olaru → thay thế bởi  Kirsten Flipkens /  Sara Sorribes Tormo
- Veronika Kudermetova /  Elise Mertens → thay thế bởi  Marta Kostyuk /  Elena-Gabriela Ruse
- Tereza Martincová /  Aliaksandra Sasnovich → thay thế bởi  Madison Brengle /  Arina Rodionova

## Nhà vô địch

### Đơn nam
- Novak Djokovic đánh bại  Stefanos Tsitsipas, 6–0, 7–6(7–5)

### Đơn nữ
- Iga Świątek đánh bại  Ons Jabeur, 6–2, 6–2

### Đôi nam
- Nikola Mektić /  Mate Pavić đánh bại  John Isner /  Diego Schwartzman, 6–3, 6–7(6–8), [12–10]

### Đôi nữ
- Veronika Kudermetova /  Anastasia Pavlyuchenkova đánh bại  Gabriela Dabrowski /  Giuliana Olmos 1–6, 6–4, [10–7]